# Геракл (Еврипид)
«Гера́кл», также «Гера́кл в безу́мии» (греч. Ἡρακλῆς μαινόμενος, Hēraklēs Mainomenos) — трагедия древнегреческого драматурга Еврипида. Дата её написания неизвестна, но по стилистическим признакам исследователи относят эту пьесу к концу 420-х или началу 410-х годов до н.э.

## Сюжет

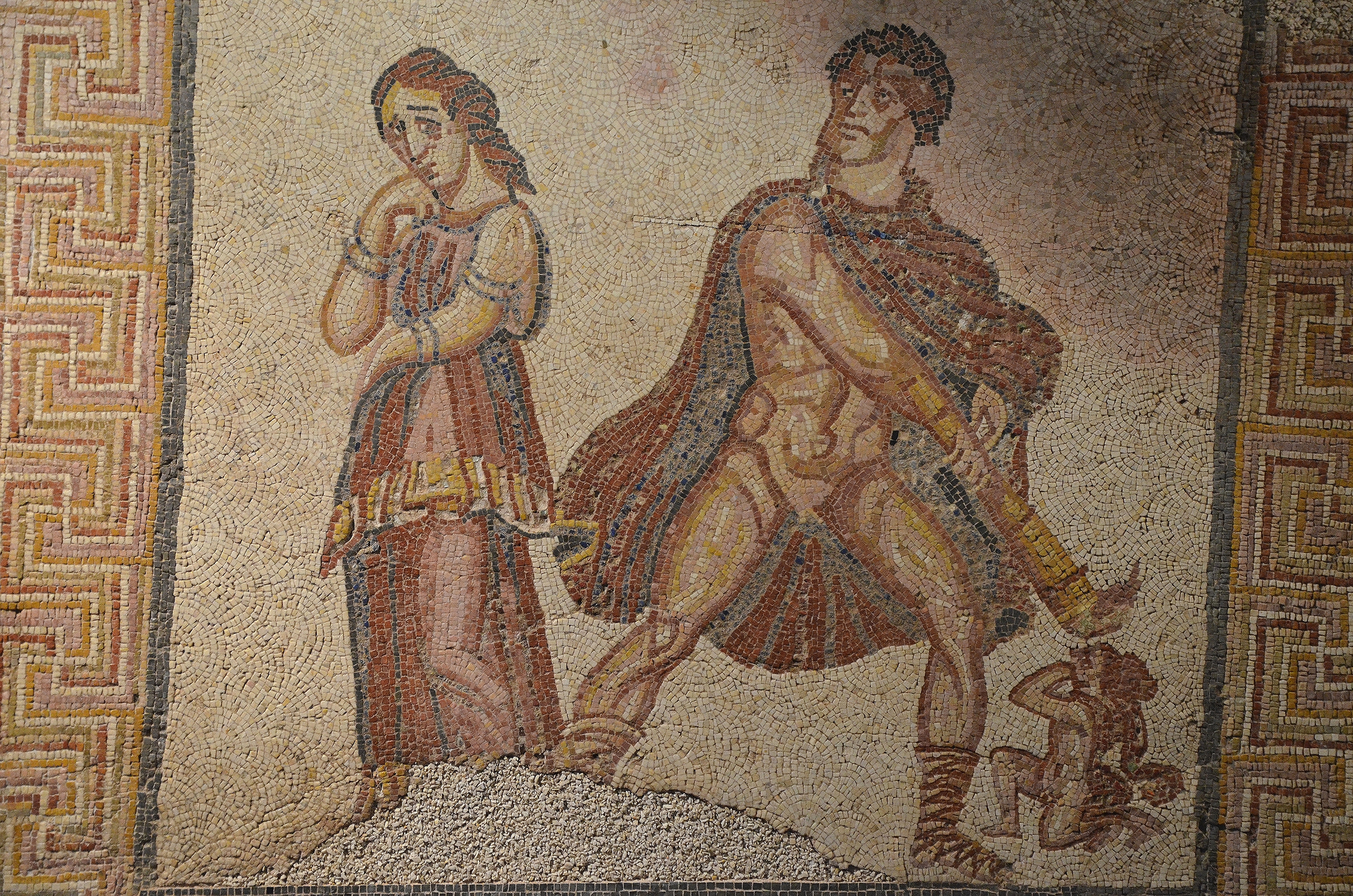
Геракл убивает сына, Мегара стоит рядом

Действие трагедии происходит в Фивах. Пока Геракл выполняет последний приказ Еврисфея, Лик захватывает власть в городе, убивает царя Креонта и приговаривает к смерти его дочь Мегару, жену Геракла, вместе с её сыновьями и свёкром. Геракл, вернувшись в последний момент перед казнью, убивает Лика. Но Гера через своих посланниц Ириду и Лиссу насылает на героя безумие, и он убивает жену и сыновей. Придя в себя, Геракл оплакивает погибших. Тесей уводит его с собой в Афины.
Геракл часто оказывался персонажем комических пьес. Еврипид впервые сделал его трагическим героем. Кроме того, в этой трагедии эпизод с убийством Мегары и сыновей впервые отнесён не к юности Геракла, а к его зрелым годам, уже после двенадцатого подвига, и впервые соседствует с сюжетом о тиране Лике.
Эту же версию мифа позже использовал Сенека, написавший на основе еврипидова «Геракла» свою трагедию «Геркулес в безумье».

## Переводы
На русский язык трагедию перевёл И. Анненский.
Переводы:
- Неистовый Геракл. / Пер. В. Алексеева. СПб., 1892. 56 стр.
- Геракл. / Пер. И. Анненского. СПб., 1897. 97 стр.
- Геракл, новый русский перевод Вланеса (Владислава Некляева), 2019.